# 诺德拉赫
诺德拉赫是德国巴登-符腾堡州的一个市镇。总面积37.75平方公里，总人口1967人，其中男性1019人，女性948人（2011年12月31日），人口密度52人/平方公里。